# 牟漏女王
牟漏女王（むろじょおう/むろ の おおきみ、生年不詳 - 天平18年1月27日（746年2月21日））は、日本の皇族。敏達天皇系皇親である栗隈王の孫で、父は美努王。母は県犬養三千代。藤原房前の室。橘諸兄・橘佐為の同父母妹。光明皇后の異父姉。名は無漏女王とも記される。

## 略歴
藤原不比等の次男藤原房前に嫁ぎ、和銅7年（714年）永手を産む。母三千代が大宝元年（701年）までに藤原不比等の室となっているため、夫とは義兄弟姉妹（連れ子同士）の関係でもあった。天平8年（736年）2月、法隆寺に花形白銅鏡1面を寄進している。天平9年（737年）4月、夫・房前が没し、寡婦となり、「北の大家」と呼ばれた。天平11年（739年）正月、竹野女王とともに、従四位下から従三位に叙される。この時の朝廷は兄の橘諸兄が頂点にあり、母三千代と同じく宮廷に出仕し、後宮の女官になったと思われる。興福寺のかつての本尊であった不空羂索観音像は、天平17年（745年）、死去した藤原房前の追善のために子の真楯らと造立したものである。天平18年（746年）正月、薨去。没時の位階は正三位。

## 官歴
- 時期不詳：従四位下
- 天平11年（739年）正月13日：従三位
- 時期不詳：正三位
- 天平18年（746年）正月27日：薨去

## 系譜
- 父：美努王
- 母：県犬養橘三千代[2]
- 兄：橘諸兄[2]
- 兄：橘佐為[2]

- 夫：藤原房前[2]
  - 子：藤原永手[2][4]
  - 子：藤原真楯（旧名「八束」）[2]
  - 子：藤原御楯（旧名「千尋」）
  - 子：北殿（夫：聖武天皇）